# Hubie et Bertie
 (septembre 2017).
Si vous disposez d'ouvrages ou d'articles de référence ou si vous connaissez des sites web de qualité traitant du thème abordé ici, merci de compléter l'article en donnant les références utiles à sa vérifiabilité et en les liant à la section « Notes et références ».
Hubie et Bertie (Hubie and Bertie en anglais) sont des personnages des séries Looney Tunes et Merrie Melodies de Warner Bros. Cartoons. Il s'agit de deux souris anthropomorphes créées en 1943 par Chuck Jones.

## Description
Hubie et Bertie, un duo de souris créé en 1943, viennent généralement perturber la vie de Claude lui aussi créé en 1943, lorsqu'il est tranquillement en train de dormir. Hubie est de couleur brune et Bertie de couleur grise. Le premier est très intelligent mais le second très sot.

## Autres apparences
Bertie a fait un caméo dans C'est le bouquet ! (couleurs inversées), première apparition de Pépé le putois en 1945. Hubie et Bertie (avec leurs couleurs originale) sont réapparus dans Space Jam puis Titi et le Tour du monde en 80 chats.